# De vadermoorders
De vadermoorders is een schilderij van de Nederlandse schilder David Bles in het Rijksmuseum in Amsterdam.

## Voorstelling
Het stelt een 17e-eeuws, Hollands interieur voor met daarin verschillende figuren in 18e-eeuwse kleding: een vader, een moeder, vier kinderen en twee dienstmeisjes. De vader is aan zijn uniform te herkennen als officier. Een dochter heeft zich aan hem vastgeklampt. Een jongen knielt achter een gescheurde trom en richt zijn geweer op zijn vader. Op de achtergrond blaast een jongen op een bugel terwijl hij met zijn lans een kroonluchter opzij duwt. Een van de dienstmeisjes kijkt verschrikt toe. Rechts houdt een meisje op een hobbelpaard een sabel omhoog. Het andere dienstmeisje hanteert een pijl-en-boog. Ondertussen heeft de moeder haar handen op haar oren gedaan, terwijl aan haar voeten een keeshondje aan het blaffen is.

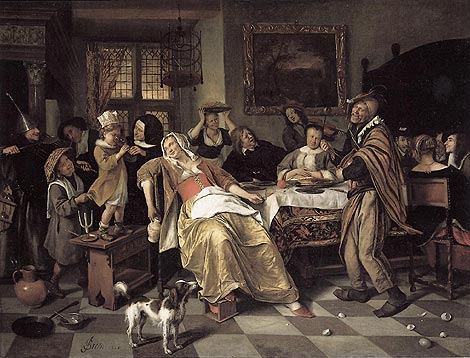
Jan Steen. Het Driekoningenfeest. 1668. Kassel, Museum Schloss Wilhelmshöhe.

Het schilderij werd in 1869 voor het eerst tentoongesteld met als titel De vadermoorders. In de kunsthistorische literatuur wordt het vaak vergeleken met een groep schilderijen door Jan Steen rond het spreekwoord ‘Zo de ouden zongen, piepen de jongen’ (kinderen volgen het voorbeeld van hun ouders). In de tentoonstellingscatalogus werd de voorstelling echter toegelicht met het spreekwoord ‘Het wil al muizen wat van katten komt’, wat zoiets betekent als: iedereen volgt zijn eigen aard.

## Herkomst
Het werk werd in 1869 op de Tentoonstelling van kunstwerken van levende meesters in het gebouw van de Koninklijke Academie van Beeldende Kunsten in Den Haag gekocht door het Museum van Levende Nederlandsche Meesters in Haarlem. In 1885 werd de verzameling van dit museum overgebracht naar het Rijksmuseum.